# Tullbergs specht
Tullbergs specht (Campethera tullbergi) is een vogel uit het geslacht Campethera van de familie spechten (Picidae). Deze vogel is genoemd naar de Zweedse zoöloog Tullberg (1842-1920).

## Verspreiding en leefgebied
Deze soort komt voor in zuidoostelijk Nigeria, westelijk Kameroen en het eiland Bioko in de Golf van Guinee.